# Rybitwy (województwo łódzkie)
Rybitwy – wieś w Polsce położona w województwie łódzkim, w powiecie łęczyckim, w gminie Witonia.
Prywatna wieś szlachecka która od początku XVI w. wchodziła w skład zwartego klucza majątkowego rodziny Szamowskich h. Prus I.
W latach 1975–1998 miejscowość administracyjnie należała do województwa płockiego.